# Данищук Віктор Юрійович
Данищук Віктор Юрійович (нар.  12 серпня 1983, Івано-Франківськ) — український футболіст, захисник франківського «Прикарпаття».
Насамперед відомий виступами за «Прикарпаття» (Івано-Франківськ).

## Життєпис
Вихованець івано-франківського ВПУ-21. Дорослу футбольну кар'єру розпочав у клубі «Автолівмаш-Чорногора-2». З 2006 по 2007 рік виступав в аматорському чемпіонаті України за «Цементник» (Ямниця) (9 матчів).
У 2008 році підписав свій перший професіональний контракт — з ФК «Прикарпаття». Дебютував за івано-франківську команду 29 липня 2008 року в нічийному (0:0) домашньому поєдинку 2-о туру Першої ліги проти чернігівської «Десни». Віктор вийшов на поле в стартовому складі та відіграв увесь матч. У команді провів один сезон, у Першій лізі зіграв 25 матчів, ще 1 поєдинок зіграв у кубку України.
Напередодні початку сезону 2009/10 перейшов до «Енергетика». Дебютував за бурштинську команду 17 липня 2009 року в програному (0:1) домашньому поєдинку 1-о туру Першої ліги проти «Кримтеплиці». Данищук вийшов на поле в стартовому складі та відіграв увесь матч. Дебютним голом на професіональному рівні відзначився 25 вересня 2010 року на 24-й хвилині переможного (2:1) домашнього поєдинку 12-о туру Першої ліги проти ужгородського «Закарпаття». Данищук вийшов на поле в стартовому складі, а на 90-й хвилині його замінив Тарас Микуш. У складі «Енергетика» провів 3 сезони, у Першій лізі зіграв 64 матчі та відзначився 2-а голами, ще 5 поєдинків відіграв у кубку України.
У 2012 році перейшов до тернопільської «Ниви», за яку дебютував 4 серпня 2012 року в програному (0:1) домашньому поєдинку групи А Другої ліги проти южненського «Реал Фарма». Віктор вийшов на поле в стартовому складі та відіграв увесь матч. Вперше за тернополян відзначився голом 8 червня 2013 року на 4-й хвилині програного (1:2) домашнього поєдинку 10-о туру групи 1 Другої ліги проти чернігівської «Десни». Данищук вийшов на поле в стартовому складі, а на 66-й хвилині його замінив Борис Баранець. На початку липня 2012 року залишив «Ниву». У складі тернопільського клубу провів один сезон, зіграв 23 матчі та відзначився 2-а голами.
З 2013 по 2017 рік виступав на аматорському рівні, закищав кольори наступних клубів: «Газовик» (Богородчани), «Перегінське», «Оскар» (Підгір'я) та футзальний «Віза-Віторма» (Івано-франківськ).
Напередодні початку сезону 2017/18 повернувся до професіонального футболу, підписавши контракт з «Прикарпаттям». Дебютував за івано-франківців 14 липня 2017 року в програному (1:2) домашньому поєдинку 1-о туру Другої ліги проти волочиського «Агробізнеса». Віктор вийшов на поле в стартовому складі та відіграв увесь матч.